# Kosmos 2365
Kosmos 2365, ruski izviđački satelit, fotoizviđač visoke razlučivosti, iz programa Kosmos. Vrste je Jantar-4K2 (Kobaljt br. 553).
Lansiran je 18. kolovoza 1999. godine u 18:00 s kozmodroma Pljesecka u Rusiji. Lansiran je u nisku orbitu oko planeta Zemlje raketom nosačem Sojuz-U 11A511U. Orbita mu je bila 184 km u perigeju i 338 km u apogeju. Orbitna inklinacija bila mu je 67,12°. Spacetrackov kataloški broj je 25889. COSPARova oznaka je 1999-044-A. Zemlju je obilazio u 89,72 minute. Pri lansiranju bio je mase kg. 
Na povratku je donio film, u dvjema malim kapsulama SpK tijekom misije i u glavnoj kapsuli na okončanju misije. Dva dijela satelita odbačena su odnosno otpala nešto prije i vratili su se u atmosferu prije slijetanja glavnog tijela satelita.
Sletio je na Zemlju 15. prosinca 1999. godine.

## Vanjske poveznice
- N2YO.com Search Satellite Database
- Celes Trak SATCAT Format Documentation (engl.)
- Kunstman  Arhivirana inačica izvorne stranice od 12. kolovoza 2019. (Wayback Machine) Satellites in Orbit (engl.)